# 28 Panfilovtsi
28 Panfilovtsi (russisk: панфиловцы, ental: панфиловец – panfilovetz) referere til en gruppe på 28 sovjetiske soldater fra den 316. riffeldivision under ledelse af generalmajor Ivan Panfilov (deraf navnet) der den 14. november 1941 under den tyske march mod Moskva i anden verdenskrig, i en fire timer lang desperat kamp mod de tyske invasionstropper formåede at stoppe dem og i processen uskadeliggøre 18 tyske tanks. Alle eller næsten alle 28 sovjetiske soldater blev dræbt under kampene. Den 21. juli 1942 blev de (posthumt) alle tildelt den sovjetiske æresbevisning Sovjetunionens helt. Slaget fandt sted omkring 7 kilometer sydvest for Volokolamsk ved hovedvejen mod Moskva.
Senere undersøgelser har vist at der nok snare var tale om en del flere russiske tropper og at antallet af tyske tanks ikke er præcist kendt.
I 1975 blev der opført et mindesmærke for de faldne soldater i området.